# Viktor Mazin
Viktor Ivanovič Mazin (in russo Виктор Иванович Мазин?; Černovskije Kopi, territorio della Transbajkalia, 18 giugno 1954 – Minusinsk, 8 gennaio 2022) è stato un sollevatore sovietico, dal 1992 russo.

## Carriera
Ha vinto la medaglia d'oro alle Olimpiadi di Mosca 1980 nella categoria dei pesi piuma (fino a 60 kg.), competizione valevole anche come Campionato mondiale.
A livello nazionale, Mazin ha vinto un titolo sovietico nel 1980 e si è classificato secondo nel 1979 e nel 1981.
Nel corso della sua carriera ha stabilito cinque record mondiali di cui due nello strappo, uno nello slancio e due nel totale.